# Municipio de Westline
El municipio de Westline (en inglés: Westline Township) es un municipio ubicado en el condado de Redwood en el estado estadounidense de Minnesota. En el año 2010 tenía una población de 178 habitantes y una densidad poblacional de 1,91 personas por km².

## Geografía
El municipio de Westline se encuentra ubicado en las coordenadas 44°25′17″N 95°31′57″O / 44.42139, -95.53250. Según la Oficina del Censo de los Estados Unidos, el municipio tiene una superficie total de 93.02 km², de la cual 92,49 km² corresponden a tierra firme y (0,57 %) 0,53 km² es agua.

## Demografía
Según el censo de 2010, había 178 personas residiendo en el municipio de Westline. La densidad de población era de 1,91 hab./km². De los 178 habitantes, el municipio de Westline estaba compuesto por el 92,7 % blancos, el 1,12 % eran afroamericanos, el 4,49 % eran asiáticos y el 1,69 % eran de una mezcla de razas. Del total de la población el 0,56 % eran hispanos o latinos de cualquier raza.